# Tim Pütz
Tim Pütz (Francoforte sul Meno, 19 novembre 1987) è un tennista tedesco.
Ha ottenuto i suoi migliori risultati in doppio, specialità nella quale ha vinto 11 titoli nel circuito maggiore tra cui le Finals 2024 e diversi altri nei circuiti minori, raggiungendo la 6ª posizione del ranking ATP nel febbraio 2025. Nel doppio misto, ha vinto la sua prima prova dello slam all'Open di Francia 2023 assieme alla giapponese Miyu Katō, mentre nel doppio maschile ha raggiunto la finale agli US Open 2024 con Kevin Krawietz.
In singolare non è andato oltre la 163ª posizione del ranking, ha vinto solo alcuni titoli nel circuito ITF e dal 2021 gioca esclusivamente in doppio. Ha esordito nella squadra tedesca di Coppa Davis nei playoff del Gruppo Mondiale 2017 imponendosi in doppio nella sfida vinta 3-2 contro il Portogallo.

## Statistiche

### Doppio

#### Vittorie (11)
| Legenda doppio       |
| Grande Slam (0)      |
| ATP Finals (1)       |
| ATP Masters 1000 (1) |
| ATP Tour 500 (5)     |
| ATP Tour 250 (4)     |

| N.  | Data             | Torneo                                       | Superficie  | Compagno           | Avversari in Finale                  | Punteggio            |
| 1.  | 17 giugno 2018   | Stuttgart Open, Stoccarda                    | Erba        | Philipp Petzschner | Robert Lindstedt Marcin Matkowski    | 7-6(5), 6-3          |
| 2.  | 5 maggio 2019    | Internazionali di Baviera, Monaco di Baviera | Terra rossa | Frederik Nielsen   | Marcelo Demoliner Divij Sharan       | 6-4, 6-2             |
| 3.  | 2 maggio 2021    | Estoril Open, Cascais                        | Terra rossa | Hugo Nys           | Luke Bambridge Dominic Inglot        | 7-5, 3-6, [10-3]     |
| 4.  | 23 maggio 2021   | Open Parc Auvergne-Rhône-Alpes Lyon, Lione   | Terra rossa | Hugo Nys           | Pierre-Hugues Herbert Nicolas Mahut  | 6-4, 5-7, [10-8]     |
| 5.  | 18 luglio 2021   | Hamburg European Open, Amburgo               | Terra rossa | Michael Venus      | Kevin Krawietz Horia Tecău           | 6-3, 6(3)-7, [10-8]  |
| 6.  | 6 novembre 2021  | Paris Masters, Parigi                        | Cemento (i) | Michael Venus      | Pierre-Hugues Herbert Nicolas Mahut  | 6-3, 6(4)-7, [11-9]  |
| 7.  | 26 febbraio 2022 | Dubai Tennis Championships, Dubai            | Cemento     | Michael Venus      | Nikola Mektić Mate Pavić             | 6-3, 6(5)-7, [16-14] |
| 8.  | 30 luglio 2023   | Hamburg European Open, Amburgo (2)           | Terra rossa | Kevin Krawietz     | Sander Gillé Joran Vliegen           | 7–6(4), 6–3          |
| 9.  | 21 luglio 2024   | Hamburg European Open, Amburgo (3)           | Terra rossa | Kevin Krawietz     | Fabien Reboul Édouard Roger-Vasselin | 7–6(8), 6–2          |
| 10. | 17 novembre 2024 | ATP Finals, Torino                           | Cemento (i) | Kevin Krawietz     | Marcelo Arévalo Mate Pavić           | 7–6(5), 7–6(6)       |
| 11. | 22 giugno 2025   | Halle Open, Halle                            | Erba        | Kevin Krawietz     | Simone Bolelli Andrea Vavassori      | 6–3, 7–6(4)          |

#### Finali perse (12)
| Legenda              |
| Grande Slam (1)      |
| ATP Finals (0)       |
| ATP Masters 1000 (1) |
| ATP Tour 500 (4)     |
| ATP Tour 250 (6)     |

| N.  | Data             | Torneo                                           | Superficie  | Compagno       | Avversario in finale               | Punteggio            |
| 1.  | 13 febbraio 2022 | Rotterdam Open, Rotterdam                        | Cemento (i) | Lloyd Harris   | Robin Haase Matwé Middelkoop       | 6-4, 6(5)-7, [5-10]  |
| 2.  | 12 giugno 2022   | Stuttgart Open, Stoccarda                        | Erba        | Michael Venus  | Hubert Hurkacz Mate Pavić          | 6(3)-7, 6(5)-7       |
| 3.  | 19 giugno 2022   | Halle Open, Halle                                | Erba        | Michael Venus  | Marcel Granollers Horacio Zeballos | 4–6, 7–6(5), [12–14] |
| 4.  | 30 luglio 2022   | Austrian Open, Kitzbühel                         | Terra rossa | Michael Venus  | Lorenzo Sonego Pedro Martínez      | 7-5, 4-6, [8-10]     |
| 5.  | 21 agosto 2022   | Cincinnati Open, Cincinnati                      | Cemento     | Michael Venus  | Rajeev Ram Joe Salisbury           | 6(4)-7, 6(5)-7       |
| 6.  | 23 aprile 2023   | Internazionali di Baviera, Monaco di Baviera     | Terra rossa | Kevin Krawietz | Alexander Erler Lucas Miedler      | 3-6, 4-6             |
| 7.  | 18 giugno 2023   | Stuttgart Open, Stoccarda (2)                    | Erba        | Kevin Krawietz | Nikola Mektić Mate Pavić           | 6(2)–7, 3–6          |
| 8.  | 6 gennaio 2024   | Brisbane International, Brisbane                 | Cemento     | Kevin Krawietz | Jean-Julien Rojer Lloyd Glasspool  | 6(3)–, 7–5, [10–12]  |
| 9.  | 23 giugno 2024   | Halle Open, Halle (2)                            | Erba        | Kevin Krawietz | Simone Bolelli Andrea Vavassori    | 6(3)–7, 6(5)–7       |
| 10. | 7 settembre 2024 | US Open, New York                                | Cemento     | Kevin Krawietz | Jordan Thompson Max Purcell        | 4–6, 6(4)–7          |
| 11. | 11 gennaio 2025  | Adelaide International, Adelaide                 | Cemento     | Kevin Krawietz | Simone Bolelli Andrea Vavassori    | 6–4, 6(4)–7, [9–11]  |
| 12. | 20 aprile 2025   | Internazionali di Baviera, Monaco di Baviera (2) | Terra rossa | Kevin Krawietz | André Göransson Sem Verbeek        | 4–6, 4–6             |

### Doppio misto

#### Vittorie (1)
| N. | Data          | Torneo                | Superficie        | Compagna  | Avversari in finale            | Punteggio        |
| 1. | 8 giugno 2023 | Roland Garros, Parigi | Terra battuta (i) | Miyu Katō | Michael Venus Bianca Andreescu | 4-6, 6-4, [10-6] |

## Risultati in progressione
| Sigla | Risultato               |
| ----- | ----------------------- |
| V     | Vincitore               |
| F     | Finalista               |
| SF    | Semifinalista           |
| O     | Oro olimpico            |
| A     | Argento olimpico        |
| SF    | Bronzo olimpico         |
| QF    | Quarti di Finale        |
| 4T    | Quarto turno            |
| 3T    | Terzo turno             |
| 2T    | Secondo turno           |
| 1T    | Primo turno             |
| RR    | Round Robin             |
| LQ    | Turno di qualificazione |
| A     | Assente                 |
| ND    | Non disputato           |

| Legenda superfici    |
| -------------------- |
| Cemento              |
| Terra battuta        |
| Erba                 |
| Superficie variabile |

### Singolare
| Tornei Grande Slam         |               |               |               |     |     |
| Australian Open, Melbourne | A             | A             | 1T            | A   | 0-1 |
| Open di Francia, Parigi    | A             | Q2            | Q3            | A   | 0-0 |
| Wimbledon, Londra          | A             | 2T            | Q1            | A   | 1-1 |
| US Open, New York          | Q1            | Q1            | A             | A   | 0-0 |
| Vittorie-Sconfitte         | 0-0           | 1-1           | 0-1           | 0-0 | 1-2 |
| Giochi Olimpici            |               |               |               |     |     |
| Giochi Olimpici            | Non disputati | Non disputati | Non disputati | A   | 0-0 |
| Vittorie-Sconfitte         | Non disputati | Non disputati | Non disputati | 0-0 | 0-0 |

### Doppio
| V | F | SF | QF | #T | RR | Q# | A | Z# | PO | O | F-A | SF-B | ND |

(V) Torneo vinto; raggiunto (F) finale, (SF) semifinale, (QF) quarti di finale, (#T) turni 4, 3, 2, 1; (RR) round - robin; (Q#) Turno di qualificazione; (A) assente dal torneo; (Z#) Zona gruppo Coppa Davis/Fed Cup (con indicazione numero); (PO) play-off Coppa Davis o Fed Cup; vinto un (O) oro, (F-A) argento o (SF-B) bronzo ai Giochi Olimpici; (ND) torneo non disputato.
| Tornei Grande Slam         |               |               |     |               |               |               |               |     |               |               |       |
| Australian Open, Melbourne | A             | A             | A   | A             | A             | 1T            | 1T            | A   | QF            | 1T            | 2-4   |
| Open di Francia, Parigi    | A             | A             | A   | A             | A             | 2T            | QF            | QF  | 3T            | QF            | 12-5  |
| Wimbledon, Londra          | Q2            | A             | A   | A             | 3T            | 2T            | ND            | 1T  | 1T            |               | 3-4   |
| US Open, New York          | A             | A             | A   | A             | 2T            | 1T            | A             | 1T  | 3T            |               | 3-4   |
| Vittorie-Sconfitte         | 0-0           | 0-0           | 0-0 | 0-0           | 3-2           | 2-4           | 3-2           | 3-3 | 6-4           | 3-2           | 20-17 |
| Giochi Olimpici            |               |               |     |               |               |               |               |     |               |               |       |
| Giochi Olimpici            | Non disputati | Non disputati | A   | Non disputati | Non disputati | Non disputati | Non disputati | 2T  | Non disputati | Non disputati | 1-1   |
| Vittorie-Sconfitte         | Non disputati | Non disputati | 0-0 | Non disputati | Non disputati | Non disputati | Non disputati | 1-1 | Non disputati | Non disputati | 1-1   |
| Coppa Davis                |               |               |     |               |               |               |               |     |               |               |       |
| Coppa Davis                | A             | A             | A   | PO            | QF            | QGM           | ND            | SF  | QF            | QFF           | 13-1  |

### Doppio misto
Nessuna partecipazione